# Eddie Brock
Edward Charles Allan "Eddie" Brock è un personaggio dei fumetti statunitensi pubblicati da Marvel Comics, creato da David Michelinie (testi) e Todd McFarlane (disegni). È un uomo che è stato cacciato dal suo lavoro da giornalista ed è diventato un vigilante una volta legato al simbionte Venom con cui stringe un'alleanza, inizialmente nemico giurato di Spider-Man, più tardi si evolve in un semplice rivale e occasionale alleato. Si tratta dell'ospite più famoso e iconico fra tutti i personaggi dell'universo Marvel che si sono uniti al simbionte alieno.

## Biografia

### Retroscena
La serie limitata del 1993 Venom: Lethal Protector descrive la storia di Brock prima del legame con il simbionte. Da bambino, Edward Charles Allan Brock è cresciuto in una famiglia cattolica romana a San Francisco. La madre di Eddie muore per complicazioni durante la sua nascita e di conseguenza suo padre Carl Brock è freddo e poco affettuoso nei suoi confronti. Eddie eccelle negli studi accademici e nello sport nel tentativo di guadagnare l'approvazione di suo padre, ma non ci riesce. Al college, Brock decide di dedicarsi al giornalismo dopo aver letto un articolo sullo scandalo Watergate. A un certo punto, dopo essersi ubriacato, ha accidentalmente investito e ucciso un bambino con l'auto di Carl. Eddie voleva ottenere ciò che si meritava, ma suo padre non lo lasciò andare in prigione con grande costernazione di Eddie. Dopo la laurea, si trasferisce a New York City e ottiene un lavoro come giornalista per il Daily Globe. Sebbene dimostri di essere un giornalista di grande talento, suo padre lo tratta ancora con indifferenza.
Come giornalista, Brock indaga sul serial killer Mangiapeccati e viene contattato da Emil Gregg, che sostiene di essere l'assassino. Sotto pressione dalle autorità per rivelare l'identità dell'assassino, Brock scrive una denuncia annunciando Gregg come il Mangiapeccati. Tuttavia, il vero Mangiapeccati viene catturato da Spider-Man e si scopre che Brock ha intervistato un confessore compulsivo. Brock viene licenziato dal lavoro in disgrazia e divorziato dalla moglie. Incapace di trovare un lavoro rispettabile, è costretto a lavorare per riviste scandalistiche e suo padre interrompe del tutto la comunicazione con lui. Incapace di far fronte ai propri errori, Brock diventa ossessionato dall'ottenere vendetta contro Spider-Man, incolpandolo di aver catturato il vero Mangiapeccati. Brock si dedica al bodybuilding per ridurre lo stress, ma la sua rabbia e la sua depressione rimangono. Nel frattempo, Spider-Man usa il suono delle campane di una chiesa per rimuovere il suo costume da simbionte dopo aver realizzato che sta tentando di legarsi permanentemente a lui. Con la sua vita professionale e personale in frantumi, Brock contempla il suicidio e va nella stessa chiesa, dove prega Dio per il perdono. Il simbionte, dopo aver aspettato tra le travi della chiesa da quando ha lasciato Spider-Man, percepisce Brock e si lega a lui, conferendogli poteri uguali e maggiori a quelli di Spider-Man e impartendo la conoscenza dell'identità segreta di Spider-Man.

### Venom
Venom inizia una campagna di tormenti contro Peter, che è ancora all'oscuro della sua esistenza. Alla fine terrorizza la moglie di Spider-Man, Mary Jane, e attira l'eroe nel suo appartamento per il loro primo confronto, dove Venom rivela la sua vera identità a Spider-Man, affermando "Puoi chiamarmi Venom, perché è quello che sono pagato per vomitare in questi giorni!" Spider-Man scopre che il simbionte si è completamente legato a Brock e non può essere ucciso senza uccidere anche Brock. Alla fine Venom viene indotto a indebolirsi spendendo troppa tela fino a quando la tuta non manca di materiale sufficiente per produrre di più. Venom viene incarcerato nel Vault, dal quale compie ripetute fughe e tentativi di fuga, solo per subire sconfitte e tornare al Vault.
Brock alla fine finge il suicidio e fugge dopo essere stato portato all'obitorio. Durante una battaglia con Spider-Man, il simbionte viene apparentemente ucciso dal cattivo che induce la peste Styx, dando la sua vita per proteggere Brock. Brock viene incarcerato e Spider-Man dispone dei resti del simbionte. Il simbionte sopravvive entrando in uno stato comatoso per combattere la malattia e ritorna da Brock, permettendogli di fuggire nuovamente dalla prigione. Durante la fuga, il simbionte si riproduce asessualmente e lascia la sua progenie. La prole si lega rapidamente al compagno di cella di Brock, Cletus Kasady, creando Carnage. Venom rapisce Spider-Man e lo trasporta su un'isola remota per combattere. Spider-Man finge la propria morte per convincere Venom che la sua vendetta è finita. Venom, contento del risultato, si rassegna alla vita sull'isola. Spider-Man alla fine affronta Carnage ma non è in grado di sconfiggerlo. Spider-Man è costretto a chiedere aiuto a Venom, promettendogli in cambio la libertà. Tuttavia, dopo aver sconfitto Carnage, Spider-Man rompe la promessa a Venom (che aveva anche ripreso il suo piano di vendetta e aveva cercato di strangolare a morte l'eroe aracnoide) evocando i Fantastici Quattro e rimandandolo in prigione.

### Antieroe
Dopo aver visto una foto dei genitori di Spider-Man tornati di recente, Brock scappa di prigione, e li rapisce. Durante lo scontro che ne risulta, l'ex moglie di Brock, Anne Weying, viene quasi schiacciata da una ruota panoramica che cade, ma Spider-Man la salva. Vedendo questo atto, Venom fa pace con Spider-Man. In Venom: Lethal Protector (1993), Venom si trasferisce a San Francisco e agisce come protettore di una società sotterranea di senzatetto. Successivamente viene fatto prigioniero dalla Life Foundation che raccolgono gli ultimi cinque spawn all'interno del simbionte per creare poliziotti con super poteri e Brock viene separato con la forza dal simbionte. Con l'aiuto di Spider-Man, Brock si riunisce con il simbionte e apparentemente distruggono la sua progenie, Phage, Lasher, Riot, Scream e Agony, prima di fuggire. Dopo aver salvato i senzatetto, Venom viene accettato nella loro società e rimane il loro protettore.
Nel crossover del 1993 Maximum Carnage, Carnage riemerge e inizia un massacro a New York City, e Brock torna ad aiutare, sentendosi responsabile. Venom scopre che non può competere con Carnage e cerca l'aiuto di Spider-Man, ma Spider-Man si rifiuta di lavorare con i metodi violenti di Venom. Venom, accompagnato da Gatta Nera, Cloak, Morbius e infine un disperato Spider-Man, affronta ripetutamente Carnage e i suoi alleati. Venom alla fine affronta Carnage in generatori ad alta tensione, rendendo Carnage incosciente e permettendo la sua cattura da parte dei Vendicatori. Brock si nasconde.
Brock ritorna nella serie limitata del 1994 Separation Anxiety, in cui viene catturato e separato dal simbionte per un progetto di ricerca del governo. Progenie di Venom: Phage, Lasher, Scream, Riot e Agony si rivelano ancora vivi e arrivano per liberare Brock, cercando il suo aiuto per ottenere il controllo sui loro simbionti. Brock è finalmente riunito con il simbionte, ma l'esperienza lo costringe a valutare la sua relazione con il costume. L'evento "Il pianeta dei simbionti " del 1995 ha continuato la narrazione dell'ansia da separazione, con Brock che costringe il simbionte a lasciarlo, preoccupato per quanta influenza possa avere su di lui. Il simbionte scatena un grido telepatico di dolore e dolore che attrae gli altri membri della sua specie sulla Terra. La storia segue gli sforzi di Brock, Spider-Man e Scarlet Spider (Ben Reilly) per fermare l'invasione e sconfiggere un Carnage fuggito e potenziato. Brock è costretto a legarsi completamente e irrevocabilmente con il simbionte per infliggere un trauma psichico ai simbionti, provocandone il suicidio.

### Ritorno alla cattiveria
Quando Anne viene colpita da un nuovo Mangiapeccati, Brock costringe il simbionte a legarsi con lei per guarire le sue ferite. Nel processo diventa temporaneamente She-Venom, ma Brock chiede al simbionte di tornare dopo che Ann perde il controllo e uccide un paio di rapinatori, lasciando Ann traumatizzata. Brock aiuta a uccidere il nuovo Mangiapeccati. Ann viene presa in custodia dalla polizia mentre cercano di dare la caccia a Venom e Brock le manda il suo simbionte in modo che possa scappare. Come She-Venom, lotta di nuovo per controllarsi, con Brock, Weying e l'attuale Spider-Man Ben Reilly viene catturato nel bel mezzo di un'operazione congiunta DEA/FBI contro un importante trafficante di droga quando Weying e Brock si incontrano nello stesso luogo in cui si incontra il gruppo di droga. Quando Brock riprende il simbionte, Anne gli dice di tenere se stesso e il simbionte lontano da lei dopo aver assistito alla sua brutalità contro i criminali.
Brock viene catturato nel suo nascondiglio nelle fogne e processato, con Matt Murdock che agisce in sua difesa, il suo simbionte tenuto sotto controllo da un inibitore chimico. Cletus Kassady viene chiamato come testimone, ma quando il caso si scalda sia Kassady che Brock superano i loro inibitori. Venom, Spider-Man e Daredevil si alleano e sottomettono Carnage. Tuttavia, prima che il processo possa continuare, Venom viene inaspettatamente preso in custodia da un'organizzazione governativa segreta che gli offre l'amnistia in cambio del fatto che diventi il loro agente. Sebbene inizialmente Venom godesse delle sue nuove immunità, se ne andò dopo essere stato abbandonato durante una pericolosa missione. Dopo aver ricevuto una ferita alla testa, Eddie soffre di amnesia. Successivamente viene separato dal simbionte, che si presume sia stato ucciso dal comitato governativo per l'over reach.
Il simbionte sopravvive e rintraccia l'amnesia Brock, trasformandolo di nuovo in Venom. Venom si infiltra nella prigione di Ravencroft in cerca di Carnage e ne assorbe il simbionte. Brock si unisce temporaneamente ai Sinistri Sei per catturare Spider-Man, ma dopo essere stato tradito da loro, inizia a dare la caccia ai membri per vendetta. Alla fine paralizza l'Uomo Sabbia mordendolo ed eliminando un pezzo della sua massa, portando alla morte apparente dell'Uomo Sabbia. Causa anche gravi ferite a Electro e Kraven il cacciatore.
La rivalità di Venom con Spider-Man si rinnova quando Ann, che vive nella paura dal legame con il simbionte, si suicida dopo aver visto Brock diventare Venom. Venom, tuttavia, crede che Spider-Man che oscilla vicino alla finestra di Ann nel suo costume nero sia la causa. Prima che possa vendicarsi, tuttavia, il simbionte viene rimosso con la forza da lui dall'ibrido umano/alieno senatore Ward per saperne di più sulla simbiosi. Una razza aliena, che opera segretamente all'interno del governo degli Stati Uniti, clona il simbionte Venom. Venom assorbe il clone, acquisisce la sua conoscenza e decide di eseguire gli ordini degli alieni.

### Cancro e post-Venom
La storia del 2003 The Hunger ha introdotto nuovi elementi sull'origine di Brock, rivelando che Brock aveva il cancro prima di unirsi al simbionte, e che ha scelto di legarsi a Brock non solo per il suo odio verso Spider-Man, ma anche perché il cancro causa il rilascio di adrenalina, che alimenta il simbionte. Brock fa affidamento sull'abito per vivere e insegue Spider-Man per paura che possa riprendersi il simbionte, piuttosto che per vendicarsi della sua carriera perduta. Brock muore dopo che il simbionte lo lascia per Spider-Man, non volendo un ospite malato. Spider-Man induce il simbionte a legare di nuovo con Brock, facendolo rivivere.
Quando Carnage dà alla luce un nuovo simbionte, Venom lo chiama Toxin e spera di trasformarlo in un alleato. Quando Toxin mostra compassione, Venom cerca di ucciderlo. Toxin viene salvato da Spider-Man e Gatta Nera.
Nella storia del 2004 Venomous, Brock vive una crisi di fede e decide di vendere il simbionte, sapendo che morirà rapidamente di cancro senza di esso, con l'intenzione di donare i 100 milioni di dollari ricevuti dalla vendita in beneficenza sulla base del fatto che il simbionte troverebbe comunque un altro ospite una volta morto. Il simbionte viene acquistato dal boss della malavita Don Fortunato per suo figlio Angelo Fortunato. Angelo diventa brevemente il secondo Venom ma si dimostra un ospite indegno, e il simbionte lo abbandona a metà del salto permettendogli di cadere verso la morte. Dopo aver appreso della morte di Angelo, Brock si sente responsabile e tenta il suicidio tagliandosi i polsi. Brock è apparso successivamente nella storia del 2007 L'ultima tentazione di Eddie Brock, dove sta rapidamente soccombendo al cancro e sperimentando allucinazioni di "Venom". Trovando una zia May in coma nello stesso ospedale, che muore per uno sparo, l'allucinazione di Venom lo convince ad ucciderla. Brock, vestito con una replica originale del costume nero di Spider-Man su richiesta di "Venom", uccide un "angelo della misericordia" infermiera per testare se può ancora uccidere, ma alla fine si rifiuta di uccidere May perché è innocente. Quando Peter fa visita a May, trova Eddie, che si è tagliato ripetutamente i polsi per sbarazzarsi di "Venom". Eddie chiede perdono a Peter prima di saltare fuori da una finestra, ma Peter riesce a prenderlo. Risveglio incatenato al suo letto, Brock scopre che può ancora vedere "Venom", ma gli dice che egli accetta la sua presenza fino a quando sa che Brock è in controllo. 

### Anti-Venom
La storia del 2008 New Ways to Die presenta il ritorno di Brock. Matt Murdock convince un tribunale che Brock non è responsabile delle sue azioni mentre è legato al simbionte e fa cadere le accuse penali contro di lui. Brock ottiene un lavoro in una mensa dei poveri sotto Martin Li. Brock viene inconsapevolmente curato dal suo cancro da Li, che possiede abilità speciali, e Brock crede che sia un miracolo. Dopo che Brock è stato attaccato dal nuovo Venom, Mac Gargan, il simbionte tenta di riunirsi con Brock. La pelle di Brock diventa caustica al simbionte, ed è avvolto in un nuovo simbionte bianco forgiato dai resti del simbionte Venom nel suo corpo che si lega ai suoi globuli bianchi caricati con l'energia curativa di Li, diventando Anti-Venom. Brock sconfigge Gargan e quasi uccide il simbionte Venom. Quando Brock rileva i resti del simbionte all'interno di Spider-Man, tenta di "curarlo", drenando le radiazioni dal suo corpo e quasi depotenziandolo. Mentre in seguito salva Spider-Man da Norman Osborn, Brock combatte di nuovo un Gargan potenziato con l'armatura da battaglia e il simbionte in via di guarigione. Gargan colpisce Anti-Venom con il suo pungiglione, iniettando una formula velenosa che apparentemente distrugge la tuta di Brock. Quando Gargan tenta di uccidere Brock, il simbionte Venom lo ferma. La tuta anti-Venom di Brock si riforma in seguito.
Brock in seguito affronta il cattivo Mister Negativo e scopre che lui e Li sono la stessa persona. L'apprendere che l'uomo che ha idolatrato è un supercriminale provoca un crollo di Brock, facendogli mettere in discussione la sua fede, riferendosi a se stesso come un mostro. Dopo questa rivelazione diventa sempre più instabile mentalmente, uccidendo piccoli criminali come ha fatto durante i suoi giorni di "protettore letale". Brevemente e a malincuore si allea con il Punitore per fermare un cartello della droga che ha rapito un amico di Brock. In Il ritorno di Anti-Venom (2011), Brock non è in grado di esporre la vera identità di Negativo, credendo che nessuno si fiderà di lui. Anti-Venom inizia una crociata contro Negativo, attaccando le sue operazioni criminali. Quando Anti-Venom si rende conto che May Parker conosce anche l'identità di Negativo, decide di attaccare Negative direttamente prima che Negativo possa zittirla. Brock si allea con Spider-Man e il nuovo Wraith per combattere Negativo. Wraith usa la sua tecnologia per rivelare pubblicamente che Mister Negativo è Martin Li, mandandolo a nascondersi. Spider-Man e Anti-Venom chiedono una tregua alla loro rivalità.
In una trama di New Avengers (2011), Brock si unisce a Wonder Man per distruggere i New Avengers. Durante la trama Spider-Island del 2011 in cui il 99% della popolazione di New York viene trasformata in ragni controllati dalla mente di Adriana Soria, Brock è costretto a sacrificare il simbionte — ed essendo Anti-Venom — in modo che possa essere convertito in un potente curativo in grado di guarire milioni di persone infette.

### Legato a Toxin
Un Brock impotente ritorna in Venom vol. 2 #15 (2012), dove uccide i simbionti Hybrid e Scream come parte di una crociata per distruggere completamente gli alieni, credendoli malvagi. Dopo aver fallito nell'uccidere il nuovo Venom, Brock viene catturato dal criminale Signore del Crimine e legato con la forza al simbionte Toxin. Brock (che è controllato dal simbionte Toxin) quindi rintraccia Venom e tenta di ucciderlo, ma viene sconfitto. Eddie e Flash Thompson (ora l'Agente Venom) si affrontano ancora una volta al quartier generale di Signore del Crimine e Flash è in grado di sottomettere Toxin e separare Eddie dal simbionte usando un lanciafiamme. Poco prima che Flash possa far uscire Eddie, il simbionte Toxin lo afferra e lo trascina tra le fiamme. Eddie e il simbionte Toxin sopravvivono alle fiamme e seguono Flash a Filadelfia. Ora che ha il controllo del simbionte Toxin, Eddie affronta Flash al liceo dove lavora come insegnante di ginnastica. Dopo aver aiutato Flash a difendere gli studenti da un gruppo di parassiti cibernetici, Eddie forma una tregua con lui, promettendo di lasciare in pace Flash finché avrà sotto controllo il simbionte Venom (simile alla tregua che ha avuto con Spider-Man). Eddie successivamente lascia Philadelphia per riprendere le sue attività di vigilante.
Mentre combatte un cartello della droga, Brock viene avvicinato dall'agente dell'FBI Claire Dixon e invitato a unirsi alla squadra che ha assemblato per dare la caccia e catturare Cletus Kasady, che include anche John Jameson, e Manuela Calderon, sopravvissuta a uno dei massacri di Kasady, sebbene Brock pianifichi segretamente di uccidere Kasady. Dopo la sconfitta di Kasady, Brock rinuncia al simbionte Toxin.

### Ritorno come Venom
Eddie Brock decide di aiutare l'FBI contro il nuovo malvagio Venom. Con l'FBI e Spider-Man, Brock è in grado di separare il simbionte dal suo nuovo ospite, Lee Price. Nel processo, le azioni di Spider-Man inducono il simbionte a riaccendere il suo precedente odio per lui. Brock quindi rompe il simbionte dalla custodia e si lega di nuovo con esso, dichiarando il suo amore per esso e ora riferendosi regolarmente ad esso come "tesoro mio" e "amore". Dopo aver fermato una rapina, Brock incontra Scorpion e riesce a sconfiggerlo, fino a quando il simbionte lo porta in una chiesa e rivela di aver attaccato il prete. Dopo aver scoperto l'attacco di un mostro, Brock incontra un dinosauro nella chiesa e scopre che appartiene ad Alchemax. Parlando con Liz Allan, viene a sapere che la mente è Stegron l'Uomo Dinosauro. Brock trova quindi la sua tana, ma viene individuato e catturato dai dinosauri di Stegron. Venom scoprì che i resti degli esperimenti di Dinosaur People di Stegron vivevano nelle fogne, e dovette difenderli da Kraven il cacciatore, Shriek e dalla polizia di New York. Con l'aiuto di Tana del Popolo dei Dinosauri, Venom afferma al NYPD che il Popolo dei Dinosauri stava sopravvivendo nelle fogne e che non stavano uccidendo nessuno. Dopo aver sentito questo, la polizia di New York arresta Kraven e Shriek con il capitano della polizia che afferma che avrà un sacco di scartoffie da archiviare su questo.
Durante la trama di Venom Inc., Eddie aiuta Spider-Man, Gatta Nera e Flash Thompson (ora sotto le spoglie dell'agente Anti-Venom) a sconfiggere nuovamente Lee Price, che si era legato al clone di Venom Mania e lo stava usando per prendere sulla metropolitana criminale di New York. Eddie poi dice alla Gatta Nera di rinunciare al suo impero criminale, dicendole che New York ha sempre bisogno di più eroi.
Nella trama Go Down Swinging, Eddie viene ricattato da J. Jonah Jameson per aiutare a difendere la cerchia ristretta di Spider-Man contro Norman Osborn, che si è legato al simbionte Carnage per diventare Red Goblin. Jameson manda Eddie a difendere Mary Jane Watson allo Stark Tower Complexe mentre non si fida di lui, Mary Jane disabilita le difese anti simbionte della Stark Tower per consentire a Eddie di combattere Norman. Spider-Man arriva e si allea di nuovo con Eddie per fermare Red Goblin, ma il cattivo li soprafa entrambi. Con niente da offrire nella lotta contro Osborn e Carnage, Eddie permette a Peter di prendere il simbionte di Venom per pareggiare le probabilità contro il suo nemico. A causa della sua offerta e della valorosa difesa di Mary Jane, Spider-Man perdona Eddie per tutto ciò che gli aveva fatto in passato.
In Venom First Host, Venom dopo aver dato alla luce la sua ultima prole (descritto da Venom a Eddie come "nostro figlio"), Eddie viene attaccato da un Warbride Skrull fino a quando un Kree è intervenuto e ha iniziato a combattere gli Skrull. Eddie fu convinto dal simbionte a salvare la "pelle blu", così fermò gli Skrull e salvò i Kree. Ad Alchemax, i Kree hanno rivelato a Eddie che il suo nome è Tel-Kare che era il primo ospite di Venom. Quando il simbionte si rifiutò di tornare a Tel-Kar, Tel-Kar infuriato li minacciò che si sarebbe legato alla prole e lo avrebbe trasformato in un mostro, se non avesse riavuto il "suo" simbionte. Venom che amava suo figlio tornò con Tel-Kar e poi andò alla sua astronave. Quindi Eddie ha affrontato lo Skrull che li aveva attaccati e lei si è presentata come M'Lanz e gli dice che era stata incaricata di fermare Tel-Kar. Rivela a Eddie che il corpo di Tel-Kar è stato alterato biologicamente in modo da avere il pieno controllo sulla mente di Venom. Poi la prole si legò a Eddie chiamandosi Sleepere lui con M'Lanz inseguì Tel-Kar. Andarono in un laboratorio di ricerca Skrull che conteneva un'arma biologica mortale che Tel-Kar aveva pianificato di usare sugli Skrull. Quando combatte contro Tel-Kar, si separa da Venom perché non ne ha più bisogno, permettendo a Eddie di riallacciarsi con Venom e Sleeper che si legano a M'Lanz, lasciando Tel-Kar per esplodere con il laboratorio dell'Impero Kree. Dopo che M'Lanz lascia Eddie con i simbionti sulla Terra, Eddie interrompe ogni connessione con Alchemax e dopo di che lui e Harry Osborn parlare un po'. Quindi Tel-Kar si presenta nell'appartamento di Eddie e minaccia di uccidere lui e l'umanità usando l'arma biologica, ma Sleeper ruba l'arma e Tel-Kar ha cercato di uccidere Sleeper, ma Venom è intervenuto e si è ferito. Eddie si precipita a Tel-Kar gettandoli entrambi in strada. Improvvisamente Sleeper si lega a Tel-Kar lobotomizzandolo come punizione per quello che ha fatto loro. Quindi Sleeper con il corpo di Tel-Kar saluta Eddie e lascia la Terra per esplorare il cosmo.
Nella serie Venom in corso, si vede Eddie alle prese con il simbionte, che è tornato ai suoi modi violenti. Assumendo degli antidepressivi, Eddie è in grado di calmare il simbionte e riaffermare il controllo su di esso. Mentre lavora come fotografo freelance si imbatte in un affare di armi tra una banda di criminali e il mercenario Jack O'Lantern. L'accordo diventa violento e Eddie usa il simbionte per abbattere Jack. Il simbionte quindi sorpassa completamente Eddie, costretto da una misteriosa influenza esterna, quasi uccidendo Jack nel processo prima di essere sottomesso e catturato da un uomo di nome Rex Strickland. Strickland dice a Eddie che, nonostante ciò che si pensava in precedenza, il simbionte Venom non è stato il primo ad arrivare sulla Terra. Strickland spiega che il governo degli Stati Uniti ha legato gli agenti delle forze speciali ai simbionti durante la guerra del Vietnam. Questi soldati in seguito divennero canaglia, e Eddie ha il compito di salvarli e sconfiggere i loro simbionti. Sebbene Eddie sia in grado di localizzare gli uomini di Strickland, il suo simbionte viene nuovamente conquistato dalla misteriosa influenza esterna e si separa brevemente da lui. Il simbionte si lega nuovamente a Eddie e gli dice che "Dio sta arrivando".
Poco dopo, un enorme drago composto da migliaia di simbionti attacca New York City. Eddie decide di fermare il mostro prima che distrugga la città. Prima che possa intervenire viene attaccato da Miles Morales, che usa la sua abilità "Venom Blast" per liberare Venom dall'influenza del "dio" del simbionte. Miles ed Eddie formano una tregua temporanea e i due riescono a fermare temporaneamente la furia del dio simbionte. Il dio simbionte si rivela quindi come un essere chiamato Knull. Knull separa Eddie dal suo simbionte, promettendo di eliminare l'influenza dell'umanità da esso. Ma poi Miles ha attaccato Knull e sia Eddie con Venom che Miles hanno iniziato a cadere fino a quando Venom ha sviluppato un paio di ali e ha salvato Eddie e Miles. Dopo aver lasciato Miles indietro, Eddie andò da Rex e gli fece un buco nella testa rivelando che Rex era in realtà il simbionte legato all'originale Rex Strickland. Dopodiché hanno ingannato il drago per venire da loro e hanno iniziato ad attaccarlo con armi a base di suoni che lo indeboliscono. Quindi Eddie mette il drago con Rex nella fornace e lo incenerisce a morte, mentre Eddie e Venom vengono feriti nel processo.
Eddie Brock dopo essersi ripreso, viene interrogato dal Creatore sull'incidente che ruota attorno al simbionte Grendel e Knull mentre afferma che non è il Mister Fantastic con cui ha familiarità. Inoltre, ha anche parlato di come il simbionte Venom fosse in uno stato selvaggio e abbia cancellato i brutti ricordi di Eddie come quando ha scoperto che suo padre si era risposato e aveva un figlio di nome Dylan. Quando Maker lancia un bisturi a Eddie Brock, il simbionte Venom emerge dalla sua maglietta e lo afferra. Anche se il simbionte Venom è attualmente terrore del cervello. Quando Eddie chiede a Maker se sarebbe in grado di ripristinarlo, Maker afferma che l'unico modo per farlo è collegarlo alla mente alveare Simbionte e l'ultima persona a farlo è stato il compianto Flash Thompson. Mentre Maker commenta che ha dei modi per estrarre le informazioni di cui ha bisogno, Eddie chiede con voce sconvolta se Flash è davvero morto. Qualche tempo dopo, Maker rivela a Eddie di essere entrato in possesso dei resti di Venom lasciati nel corpo di Flash prima di diventare Anti-Venom, che conteneva la sua memoria genetica e dice a Eddie che può aiutare a ripristinare il simbionte. Maker dice anche a Eddie che sta pianificando di ottenere più campioni dal cadavere di Flash, ma Eddie che ora considera Flash come un fratello, scatena il simbionte con Maker e ottiene il campione. Successivamente, cerca di fuggire dalla struttura, ma il campione va al suo simbionte assumendo la forma della versione della tuta di Flash. Ora il simbionte con la mente di Flash Thompson aiuta Eddie a fuggire e poi Eddie va alla tomba di Flash per ammettere che Flash era un ospite migliore di lui.
Dopo un tentativo fallito di conquistare l'affetto di suo padre, conosce Dylan, fino a quando non si ammala gravemente. Poi Dylan porta Eddie in ospedale, dove Maker lo ha ritrovato. Dopo un confronto con il simbionte, recupera i ricordi che il simbionte aveva cancellato e scopre che Dylan è in realtà suo figlio con Anne Weying. Durante l'invasione di Malekith sulla Terra, Eddie usa temporaneamente il totem della strega degli Elfi Oscuri per trasformarsi in un simile a Venom, e resiste immediatamente di essere il servo dell'Elfo Maledetto a volontà.
Dopo essere stati incastrati da un resuscitato Knullified Cletus Kasady per l'omicidio di Lee Price, Eddie e Dylan sono in fuga e salvati da Venom, mentre cercano aiuto molti supereroi disponibili a New York, come Peter, Miles, gli X-Men, i Fantastici Quattro e i Vendicatori, inclusi i cattivi Mac Gargan e Maker, in modo che Dylan e Normie Osborn possano essere testati se hanno il codice del simbionte al loro interno. Dopo aver appreso che suo figlio è l'attuale nave di Knull e sarebbe stato il suo ospite, Eddie e Dylan erano originariamente con Maker, ma furono interrotti da un misterioso cacciatore di taglie in un abito dipinto di War Machine Mark III chiamato "Virus" (che in realtà è Mac Gargan), e sia Eddie che Dylan finiscono in un universo invaso da eroi e criminali Knullified guidati da Codex (il Dylan dell'universo alternativo caduto). Lui e Dylan vengono salvati dall'agente Symbiotes (come l'alternativa Anne Weying, Spider-Man, Deadpool e un riformato Cletus Kasady/Carnage) e Mr. Fantastic. Dylan alla fine scopre di essere non solo il figlio di Eddie, ma anche di Anne. Con l'aiuto temporaneo del Mac Gargan dell'universo primo, Dylan riesce a purificare la sua controparte più anziana e a liberare la Terra. Un anno dopo, dopo aver trascorso del tempo con la supplente Anne, nel momento in cui Eddie e Dylan tornano sulla Terra primaria, apprendono che Knull è stato risvegliato e iniziano un'invasione su vasta scala sulla Terra.

## Poteri e abilità
Eddie Brock non ha poteri sovrumani senza il simbionte. Prima di unirsi al simbionte, ha una forza di livello olimpico dall'impegno in ripetuti e significativi esercizi di allenamento con i pesi.
Dopo essersi separato dal simbionte e aver sofferto di cancro, Brock perde gran parte dei suoi muscoli e ha la forza di un umano medio. Il cancro di Brock è curato nel racconto del 2008 "Nuovi modi per morire", e in seguito viene mostrato un grande fisico restaurato. Si è dimostrato abile nel combattimento corpo a corpo e capace di usare armi specializzate per sconfiggere i nemici potenziati dai simbionti. Inoltre, ha esperienza investigativa come consumato giornalista.

### Come Venom
Nei panni di Venom, Brock acquisisce diverse abilità simili a quelle di Spider-Man, l'ex ospite del simbionte, tra cui forza, velocità, agilità e riflessi a livelli sovrumani, nonché la capacità di aderire alla maggior parte delle superfici con le mani e i piedi. Il simbionte è anche in grado di lanciare una sostanza simile a una ragnatela dal suo corpo, simile a quella di Spider-Man. Tuttavia, questa rete è prodotta organicamente dal simbionte dalla sua stessa massa, il che significa che un uso eccessivo può indebolire l'alieno fino a quando non è in grado di rigenerarsi. Il simbionte può anche inviare viticci che possono essere usati per afferrare o manipolare oggetti a distanza. Quando è legato all'ospite, il simbionte consente all'ospite di aggirare il senso di ragno di Spider-Man, impedendo all'eroe di percepire gli attacchi. Il simbionte è suscettibile ai danni causati dalle frequenze sonore acute che possono indebolirlo gravemente o ucciderlo. Il legame tra il simbionte e Brock era abbastanza forte che l'uso di sonici contro il simbionte poteva anche stordire e uccidere Brock.
Il corpo di Venom è altamente resistente alle lesioni, in grado di fermare completamente armi a lama, proiettili, e può aiutare il suo ospite a sopravvivere in ambienti ostili filtrando l'aria, consentendo la sopravvivenza sott'acqua e in ambienti tossici. Venom può anche trasformare il suo aspetto, per creare travestimenti a piacimento, e mimetizzarsi, persino emulando l'acqua. È anche in grado di rilevare psichicamente la sua prole; tuttavia, questa capacità può essere bloccata. Questo senso può essere usato da Brock anche quando è separato dalla tuta, permettendogli di rilevare ed essere scoperto dal simbionte e dai suoi figli. Il simbionte è in grado di curare qualsiasi ferita e malattia a una velocità maggiore, consentendo all'ospite di sopravvivere a danni altrimenti mortali. Il simbionte e l'ospite sono in grado di condividere la conoscenza, il simbionte è in grado di trasmettere informazioni dagli ospiti precedenti a quelli futuri.

### Come Anti-Venom
L'Anti-Venom viene creato quando le energie curative di Martin Li fanno sì che i globuli bianchi di Brock e le tracce del simbionte Venom ancora all'interno del suo corpo si combinino in una nuova tuta composta da anticorpi ibridi umani/alieni che possiedono potenti capacità riparatrici. Brock è in grado di curare rapidamente lesioni significative come Anti-Venom, riprendendosi quasi istantaneamente dopo essere stato colpito alla testa e aver subito danni al cervello. Tuttavia, questa capacità di guarigione può essere negata dall'energia di Mr. Negativo, contrastando l'energia di Martin Li. Anti-Venom è in grado di rilevare quando gli altri sono malati e curarli. A seguito di un tentativo fallito di "curare" Spider-Man rimuovendo le radiazioni nel suo corpo, Anti-Venom ora annulla automaticamente i poteri di Spider-Man ogni volta che i due sono in stretta vicinanza l'uno all'altro.
Come Anti-Venom, la tuta di Brock è corrosiva per il simbionte Venom, infliggendo dolore e danni alla tuta al punto da farla dissolvere. Mostra abilità simili a Venom, possedendo super forza e velocità, negando il senso di ragno di Spider-Man, ed essendo in grado di bloccare completamente i danni da alcune pistole e coltelli. È anche in grado di estendere e trasformare la tuta per creare travestimenti, formare oggetti come scudi, estendere la sua portata, attaccare a distanza, e creare viticci. Anti-Venom è anche immune alle debolezze del simbionte Venom, non mostrando danni o effetti da esplosioni dirette di fuoco, calore e suono. Le uniche debolezze mostrate del simbionte sono un "super veleno" altamente tossico creato come contromisura diretta usando i resti della tuta di Anti-Venom e l'energia di Mr. Negativo. Il "super veleno" fa sì che la tuta si dissolva immediatamente. Mr. Negativo è mostrato capace di usare la sua energia per indebolire o annullare le capacità curative della tuta.

## Altri media

### Cinema
- In Spider-Man 3 (2007), Eddie Brock è interpretato da Topher Grace, e ricopre il ruolo di antagonista principale del film. Nel film Brock è un fotografo freelance rivale di Peter Parker, oltre ad avere più o meno la sua età, mentre nei fumetti è sulla quarantina e molto più muscoloso. Ha inoltre un interesse per Gwen Stacy, diversamente che nel fumetto. Incastra Spider-Man con una foto truccata che lo ritrae come un ladro, ma Peter espone l'inganno di Eddie, facendolo licenziare. Rimasto solo e pieno di odio per Peter Parker, Brock incontra il simbionte in una chiesa e diventa il malefico Venom. Dopo aver appreso che Parker è Spider-Man, Venom rapisce la sua amata Mary Jane Watson e stringe un'alleanza con l'Uomo Sabbia per uccidere Spider-Man. Alla fine, Spider-Man strappa il simbionte da Brock e lo distrugge con una bomba. Brock tenta di ricongiungersi con esso e muore nell'esplosione. Questa versione venne criticata dai fan per la mancanza di scrupoli, la giovane età, il fisico meno prestante, il rapporto con Gwen Stacy e il fatto che Eddie e il simbionte non comunichino tra loro.
- Nei film del Sony's Spider-Man Universe è interpretato da Tom Hardy e doppiato da Adriano Giannini. Questa è finora la versione cinematografica più fedele, ritraendo Eddie Brock come un etico giornalista e un eroe-antieroe, oltre al fatto che Eddie e il simbionte dialogano insieme, rispetto al film precedente (sebbene Brock abbia ancora una corporatura media rispetto all'originale). Anche parte del suo retroscena nei fumetti sembra essere stato adattato, come la morte di sua madre durante il parto e il conseguente disprezzo del padre menzionato nel secondo film:
  - In Venom (2018), Eddie Brock ricopre il ruolo di protagonista del film. Il personaggio è un brillante e sarcastico giornalista che viene licenziato (perdendo anche la sua fidanzata Anne Weying) dopo che ha cercato di sventare i piani del perfido direttore della Life Foundation, Carlton Drake, il quale intende attuare un'invasione di simbionti (una razza aliena) per distruggere l'umanità. Tuttavia un giorno si lega a un simbionte di nome Venom e i due stringono un'alleanza per sconfiggere Drake prima che sia troppo tardi.
  - In Venom - La furia di Carnage (2021), Eddie, tornato giornalista, si occupa dell'intervistare lo psicopatico Cletus Kasady mentre sconta i suoi giorni in prigione prima della sua esecuzione, scoprendo grazie a Venom dove il criminale ha nascosto i cadaveri delle sue vittime e ottenendo un certo rilancio nella carriera. Brock trova tuttavia difficoltà a gestire la fame di Venom (che ha bisogno di divorare persone), tanto che si separano per breve periodo di tempo dopo averlo insultato in una discussione. Quando scopre però che Kasady è venuto a contatto con un frammento di Venom, trasformandosi nel simbionte rosso Carnage, si riuniscono per fermarlo. Dopo averlo sconfitto, e aver accettato che Anne si sposerà con un altro uomo, Eddie diventa fuggitivo a causa del suo ruolo nello scontro con Carnage, e si ritira da solo con il suo simbionte, ma nella scena post credit si ritrova con sua sorpresa teletrasporto in un altro universo.
    - Tom Hardy appare nel ruolo del personaggio in un cameo nel film del Marvel Cinematic Universe Spider-Man: No Way Home (2021), dove si scopre che Eddie Brock e il suo compagno simbionte sono rimasti nell'hotel tropicale dove si sono ritrovati alla fine del film Venom - La furia di Carnage, facendo domande al barista circa la squadra degli Avengers, gli altri supereroi, Thanos, il Blip e i recenti eventi che si sono verificati in questo universo. Dopo aver deciso di voler incontrare Spider-Man, i due vengono rapidamente trasportati nel loro universo natale dall'incantesimo di Stephen Strange, ma un pezzo del simbionte nero è lasciato inconsapevolmente indietro sul bancone.

  - Tom Hardy ha ripreso nuovamente il ruolo del personaggio nel film Venom: The Last Dance (2024).

#### Progetti cancellati
- Nel 2007 venne annunciato uno spin-off di Spider-Man 3 dedicato a Venom, ma fu successivamente cancellato.[38] La pellicola sarebbe stata scritta da Paul Wernick e Rhett Reese, e secondo alcune fonti Topher Grace avrebbe potuto riprendere il ruolo di Eddie Brock.[39]

### Serie animate
- Eddie Brock compare nella serie animata Spider-Man - L'Uomo Ragno. Eddie inizialmente lavora come reporter al Daily Bugle venendo però licenziato quando confeziona un falso scoop sull'identità dell'Uomo Ragno e incolpando quest'ultimo dei suoi guai, dopo aver perso un secondo lavoro. Riprende a lavorare per il Bugle accusando l'Uomo Ragno per il furto di una pietra spaziale (commesso in realtà da Rhino), venendo licenziato di nuovo dopo che John Jameson, figlio del direttore del giornale, e l'Uomo Ragno rivelano la verità dei fatti. Tornato disoccupato, cerca di eliminare l'Uomo Ragno / Peter Parker anche con l'aiuto del simbionte che, in un primo momento, è stato il costume nero dell'Arrampicamuri. È doppiato in inglese da Hank Azaria, mentre in italiano da Marco Bolognesi.
- In Spider-Man Unlimited, Eddie Brock/Venom e Cletus Kasady/Carnage partono insieme verso la Contro-Terra, con l'intento di invaderla riproducendo altri simbionte. In questa serie Eddie è completamente sotto il controllo del simbionte a differenza degli altri media dove collaborano insieme. È doppiato in inglese da Brian Drummond, e in italiano da Riccardo Lombardo.
- In The Spectacular Spider-Man, Eddie è diverso rispetto all'originale, avviciandosi più alla sua versione Ultimate dei fumetti: matricola del dottor Curtis Connors e amico di Peter Parker fin dalla preadolescenza, i suoi genitori erano scienziati morti nello stesso incidente aereo che ha ucciso anche quelli di Peter. Dopo aver perso il lavoro si unisce con il simbionte, creando il malefico Venom, e cerca di vendicarsi di Peter in quanto crede sia colui che gli ha rovinato la vita. È doppiato in inglese da Ben Diskin, e in italiano da Davide Albano.
- Eddie Brock appare nella serie Spider-Man, doppiato in originale da Ben Pronsky è in italiano da Jacopo Cinque.